# Ne jouez pas avec les Martiens
 (janvier 2019).
Si vous disposez d'ouvrages ou d'articles de référence ou si vous connaissez des sites web de qualité traitant du thème abordé ici, merci de compléter l'article en donnant les références utiles à sa vérifiabilité et en les liant à la section « Notes et références ».
Pour plus de détails, voir Fiche technique et Distribution.
Ne jouez pas avec les Martiens est une comédie française, réalisée par Henri Lanoë, sortie en 1968. Il s'agit d'une adaptation d'un roman de Michel Labry intitulé Les Sextuplés de Locmaria.

## Résumé
René Mastier et le photographe Paddy sont deux journalistes incompétents de la Gazette de Paris qui prennent du bon temps à Rio de Janeiro pendant qu'il y a une émeute dans les rues de la ville. Leur employeur les rappelle bientôt à Paris et les charge de couvrir la naissance de quintuplés sur l'île de Locmaria au large de la Bretagne.
Leur arrivée sur l'île n'est pas de tout repos. Leur radio tombe à la mer au moment de débarquer. Ils doivent loger dans une chambre non chauffée. Les habitants ne sont pas très hospitaliers. Ils finissent par rencontrer le docteur Créache, le médecin de l'île, ainsi que l'infirmière Yvonne qui leur avouent que la fille enceinte n'est pas mariée et que le père est inconnu. Outré lorsqu'il l'apprend, le directeur du journal demande à Mastier de lui trouver un mari.
Le soir, Yvonne, qui adore les légendes, annonce par le télex des journalistes que des Martiens ont débarqué dans l'île. À Paris, on croit la nouvelle et le président de la République s'apprête même à recevoir les visiteurs à l'Élysée. Le lendemain, les communications de l'île sont tout à coup coupées avec le continent. Des extraterrestres pénètrent dans l'hôtel qui héberge Mastier. Ils ont cru la nouvelle du télex et demandent où sont les Martiens qui ont débarqué. Ils décident de repartir lorsqu'ils apprennent que la nouvelle était fausse. Les deux journalistes tentent de les faire parler et de connaître leur mode de vie, mais ils sont peu communicatifs et avouent seulement venir de Gamma-2.
Pendant ce temps, les bébés finissent par naître et ce sont des sextuplés. Yvonne découvre bientôt que l'un des extraterrestres est le père des enfants et qu'il les a engendré en embrassant la mère (ce qui est la façon des Gammiens de se reproduire). Lorsque les autorités débarquent enfin sur l'île, les extraterrestres sont repartis avec la mère et les six enfants.

## Fiche technique
Sauf indication contraire, les informations mentionnées dans cette section peuvent être confirmées par la base de données cinématographiques Unifrance,  présente dans la section « Liens externes ».
- Titre original : Ne jouez pas avec les Martiens[1]
- Réalisation : Henri Lanoë
- Scénario : Henri Lanoë, Philippe de Broca et Johanne Harwood d'après le roman de Michel Labry Les Sextuplés de Locmaria[1]
- Assistant réalisateur : Philippe Lefebvre
- Photographie : René Mathelin
- Son : René Longuet
- Effets spéciaux : Angelo Rizzi
- Musique : Henri Lanoë
- Montage : Michel Lewin
- Décors : Jacques d'Ovidio
- Production : Georges Casati
- Société de production : Fildebroc et United Artists
- Pays de production :  France
- Langue originale : Français
- Format : Couleur
- Genre : Comédie de science-fiction
- Durée : 100 minutes
- Date de sortie : 
  - France : 31 mai 1968
- Affiche : Clément Hurel (France)

## Distribution
- Jean Rochefort : René Mastier
- Macha Méril : Maryvonne Guéguen
- André Valardy : Paddy
- Pierre Dac : Docteur Créache
- Jean Ozenne : le directeur de la Gazette de Paris
- Haydée Politoff : Lily la bonne
- Frédéric de Pasquale : Job
- Amanda Lear : l'un des Martiens
- Carroll Saint Paul : l'un des Martiens
- Madeleine Damien : l'hôtelière de Locmaria
- Albert Michel : M. Pierson
- Sacha Briquet : l'un des Martiens
- Monique Rozier : l'un des Martiens
- Marie-Laure Byk : l'un des Martiens
- Maria-Rosa Rodriguez : la propriétaire du bistrot sur le quai

## Autour du film
- Le film devait d'abord s'appeler Comme mars en Carême[2].
- Le tournage a commencé le 20 mars 1967.
- Le film a été tourné à Paris et en Bretagne. En Bretagne, il s'est effectué  au cap de la Chèvre sur la presqu'île de Crozon, à Crozon et à Morgat.